# Oberea fulviceps
Oberea fulviceps är en skalbaggsart. Oberea fulviceps ingår i släktet Oberea och familjen långhorningar.

## Underarter
Arten delas in i följande underarter:
- O. f. mabokensis
- O. f. fulviceps